# Lúcio Domício Enobarbo (cônsul em 16 a.C.)
Lúcio Domício Enobarbo (nascido cerca de 49 a.C. — 25) foi um político e militar romano que viveu durante os primeiros anos do imperador Augusto.
Enobarbo era o único filho de Cneu Domício Enobarbo, cônsul em 32 a.C. e Emília Lépida. A sua mãe era parente por linha paterna do triúnviro Marco Emílio Lépido. A sua avó paterna foi Pórcia Catão, irmã do grande político republicano Marco Pórcio Catão.
Enobarbo foi recompensado com as honras triunfais ao penetrar na Germânia, proeza que ninguém tinha feito antes de ele. Durante a sua juventude foi um destacado auriga. Suetônio descreve-o como um homem arrogante, extravagante e cruel. Enobarbo foi eleito edil, pretor e cônsul. Durante o seu consulado estabeleceu que cavaleiros e mulheres casadas deviam participar em representações teatrais. Enobarbo desfrutou apresentando combates de gladiadores e caças de animais selvagens. No testamento do imperador Augusto, Enobarbo foi designado para herdar os aprestos domésticos do finado imperador.
Lúcio casou-se com a sobrinha de César Augusto, filha da sua irmã Octávia a Menor e o triúnviro Marco Antônio. Fruto do matrimônio nasceram três filhos, Domícia Lépida Maior, Cneu Domício Enobarbo e Domícia Lépida Menor. Morreu em 25. Foi avô paterno do imperador Nero.
Na Ara Pacis (altar da época Augusta), aparecem Cneu Domício Enobarbo e a sua filha Domícia. A mulher atrás de Domícia e Domício é a mãe do segundo, Antônia a Maior. Junto a Antônia a Maior aparece o seu marido, Lúcio Domício Enobarbo.